# Segunda División de España 1984-85
La temporada 1984–85 de la Segunda División de España de fútbol corresponde a la 54.ª edición del campeonato y se disputó entre el 2 de septiembre de 1984 y el 19 de mayo de 1985.
El campeón de Segunda División fue la UD Las Palmas.

## Sistema de competición
La Segunda División de España 1984/85 fue organizada por primera vez por la recién creada Liga de Fútbol Profesional (LFP).
El campeonato contó con la participación de 20 clubes y se disputó siguiendo un sistema de liga, de modo que todos los equipos se enfrentaron entre sí, todos contra todos en dos ocasiones -una en campo propio y otra en campo contrario- sumando un total de 38 jornadas. El orden de los encuentros se decidió por sorteo antes de empezar la competición.
Los tres primeros clasificados ascendieron directamente a Primera División, y los cuatro últimos clasificados descendieron directamente a Segunda División B.

## Clubes participantes
| Datos de ascensos y descensos con respecto a la temporada anterior |
| --- |
| Cádiz CF, RCD Mallorca y UD Salamanca descienden de Primera División. Hércules CF, Racing de Santander y Elche CF ascienden a Primera División. Linares CF, Algeciras CF, Palencia CF y AD Rayo Vallecano descienden a Segunda División B. CF Calvo Sotelo, CD Logroñés, CF Lorca Deportiva y CE Sabadell FC ascienden a Segunda División. |

| Equipo                                | Ciudad                     | Estadio                   |
| ------------------------------------- | -------------------------- | ------------------------- |
| Atlético Madrileño Club de Fútbol     | Madrid                     | Vicente Calderón          |
| Barcelona Atlético                    | Barcelona                  | Mini Estadi               |
| Bilbao Athletic Club                  | Bilbao                     | San Mamés                 |
| Cádiz Club de Fútbol                  | Cádiz                      | Ramón de Carranza         |
| Calvo Sotelo Club de Fútbol           | Puertollano                | Empretrol                 |
| Cartagena Fútbol Club                 | Cartagena                  | El Almarjal               |
| Club Deportivo Castellón              | Castellón                  | Castalia                  |
| Castilla Club de Fútbol               | Madrid                     | Ciudad Deportiva          |
| Real Club Celta de Vigo               | Vigo                       | Balaídos                  |
| Real Club Deportivo de La Coruña      | La Coruña                  | Riazor                    |
| Granada Club de Fútbol                | Granada                    | Los Cármenes              |
| Unión Deportiva Las Palmas            | Las Palmas de Gran Canaria | Insular                   |
| Club Deportivo Logroñés               | Logroño                    | Las Gaunas                |
| Club de Fútbol Lorca Deportiva        | Lorca                      | San José                  |
| Real Club Deportivo Mallorca          | Palma de Mallorca          | Luis Sitjar               |
| Real Oviedo Club de Fútbol            | Oviedo                     | Carlos Tartiere           |
| Real Club Recreativo de Huelva        | Huelva                     | Municipal                 |
| Unión Deportiva Salamanca             | Salamanca                  | Helmántico                |
| Centre d'Esports Sabadell Futbol Club | Sabadell                   | Nova Creu Alta            |
| Club Deportivo Tenerife               | Santa Cruz de Tenerife     | Heliodoro Rodríguez López |

## Clasificación y resultados

### Clasificación
| Pos. | Equipo                     | Pts. | PJ | G  | E  | P  | GF | GC | Dif. | Clasificación                 |
| ---- | -------------------------- | ---- | -- | -- | -- | -- | -- | -- | ---- | ----------------------------- |
| 1    | U. D. Las Palmas (C, A)    | 55   | 38 | 22 | 11 | 5  | 56 | 37 | +19  | Ascenso a Primera División    |
| 2    | Cádiz C. F. (A)            | 49   | 38 | 18 | 13 | 7  | 59 | 28 | +31  | Ascenso a Primera División    |
| 3    | R. C. Celta de Vigo (A)    | 48   | 38 | 20 | 8  | 10 | 63 | 40 | +23  | Ascenso a Primera División    |
| 4    | C. E. Sabadell F. C.       | 42   | 38 | 15 | 12 | 11 | 49 | 43 | +6   |                               |
| 5    | Castilla C. F.             | 40   | 38 | 14 | 12 | 12 | 49 | 48 | +1   |                               |
| 6    | C. D. Logroñés             | 40   | 38 | 18 | 4  | 16 | 51 | 46 | +5   |                               |
| 7    | R. C. D. Mallorca          | 40   | 38 | 15 | 10 | 13 | 46 | 39 | +7   |                               |
| 8    | Cartagena F. C.            | 37   | 38 | 12 | 13 | 13 | 41 | 37 | +4   |                               |
| 9    | Barcelona Atlético         | 37   | 38 | 13 | 11 | 14 | 36 | 42 | −6   |                               |
| 10   | R. C. Recreativo de Huelva | 36   | 38 | 11 | 14 | 13 | 34 | 42 | −8   |                               |
| 11   | C. D. Tenerife             | 36   | 38 | 12 | 12 | 14 | 48 | 43 | +5   |                               |
| 12   | C. D. Castellón            | 36   | 38 | 14 | 8  | 16 | 51 | 51 | 0    |                               |
| 13   | R. C. Deportivo La Coruña  | 36   | 38 | 13 | 10 | 15 | 52 | 60 | −8   |                               |
| 14   | Atlético Madrileño         | 35   | 38 | 12 | 11 | 15 | 37 | 45 | −8   |                               |
| 15   | Bilbao Athletic            | 34   | 38 | 12 | 10 | 16 | 44 | 52 | −8   |                               |
| 16   | Real Oviedo C. F.          | 34   | 38 | 9  | 16 | 13 | 44 | 45 | −1   |                               |
| 17   | U. D. Salamanca (D)        | 33   | 38 | 12 | 9  | 17 | 39 | 37 | +2   | Descenso a Segunda División B |
| 18   | Granada C. F. (D)          | 33   | 38 | 12 | 9  | 17 | 32 | 46 | −14  | Descenso a Segunda División B |
| 19   | Calvo Sotelo C. F. (D)     | 30   | 38 | 10 | 10 | 18 | 34 | 48 | −14  | Descenso a Segunda División B |
| 20   | C. F. Lorca Deportiva (D)  | 29   | 38 | 10 | 9  | 19 | 23 | 59 | −36  | Descenso a Segunda División B |

 Fuente: BDFútbol
Criterios de clasificación: Puntos · Enfrentamientos directos · Diferencia de goles · Goles a favor · Play-off

### Resultados
| Local \ Visitante          | ATM | BAR | BIL | CAD | CAL | CAR | CAE | CAI | CEL | DEP | GRA | LAS | LOG | LOR | MLL | OVI | REC | SAB | SAL | TEN |
| -------------------------- | --- | --- | --- | --- | --- | --- | --- | --- | --- | --- | --- | --- | --- | --- | --- | --- | --- | --- | --- | --- |
| Atlético Madrileño         | —   | 1–0 | 3–2 | 1–1 | 2–0 | 0–0 | 3–1 | 3–1 | 0–2 | 1–0 | 2–0 | 2–0 | 1–3 | 2–1 | 1–0 | 1–1 | 4–0 | 1–1 | 0–0 | 2–2 |
| Barcelona Atlético         | 2–1 | —   | 1–1 | 0–4 | 1–0 | 2–3 | 4–0 | 2–1 | 2–5 | 2–1 | 0–0 | 2–2 | 1–1 | 1–0 | 0–0 | 1–1 | 1–1 | 1–0 | 1–0 | 1–0 |
| Bilbao Athletic            | 1–1 | 1–0 | —   | 0–1 | 2–0 | 1–3 | 0–1 | 0–1 | 1–0 | 2–2 | 2–0 | 1–1 | 3–1 | 1–0 | 0–2 | 1–1 | 2–0 | 2–2 | 3–1 | 2–0 |
| Cádiz C. F.                | 0–0 | 1–0 | 2–0 | —   | 2–0 | 2–2 | 0–1 | 1–1 | 2–0 | 7–2 | 2–0 | 4–1 | 3–0 | 5–0 | 2–0 | 1–1 | 0–0 | 3–0 | 2–1 | 1–0 |
| Calvo Sotelo C. F.         | 0–0 | 0–0 | 2–2 | 0–1 | —   | 2–1 | 2–1 | 1–0 | 1–1 | 0–0 | 0–3 | 0–0 | 1–0 | 1–0 | 2–2 | 3–1 | 3–0 | 0–1 | 2–1 | 1–1 |
| Cartagena F. C.            | 2–0 | 1–1 | 1–0 | 1–0 | 0–0 | —   | 2–0 | 1–1 | 0–1 | 2–0 | 2–0 | 0–1 | 1–2 | 3–0 | 2–1 | 3–2 | 1–0 | 1–3 | 0–0 | 0–0 |
| C. D. Castellón            | 0–0 | 0–1 | 4–0 | 1–1 | 2–2 | 2–1 | —   | 0–0 | 4–0 | 1–0 | 1–0 | 0–0 | 2–3 | 1–0 | 3–3 | 5–1 | 5–0 | 4–0 | 2–1 | 2–1 |
| Castilla C. F.             | 2–0 | 0–4 | 1–0 | 0–0 | 1–0 | 1–1 | 2–1 | —   | 3–1 | 4–2 | 3–0 | 0–0 | 2–0 | 2–0 | 0–2 | 0–2 | 1–0 | 1–1 | 3–2 | 2–4 |
| R. C. Celta de Vigo        | 2–0 | 3–1 | 2–0 | 2–0 | 4–0 | 1–0 | 2–0 | 2–2 | —   | 5–0 | 4–1 | 1–2 | 1–0 | 2–1 | 1–0 | 0–0 | 0–0 | 3–1 | 3–1 | 2–0 |
| R. C. Deportivo La Coruña  | 1–0 | 3–1 | 2–0 | 2–2 | 0–2 | 4–2 | 2–0 | 4–3 | 3–2 | —   | 0–1 | 1–3 | 0–2 | 3–0 | 3–1 | 1–0 | 0–0 | 3–0 | 3–0 | 2–2 |
| Granada C. F.              | 1–0 | 2–0 | 0–0 | 1–1 | 3–1 | 0–0 | 3–0 | 1–4 | 1–4 | 0–0 | —   | 0–1 | 1–0 | 2–0 | 1–1 | 2–1 | 2–2 | 2–0 | 1–0 | 2–1 |
| U. D. Las Palmas           | 2–1 | 3–0 | 2–2 | 0–0 | 2–1 | 2–1 | 3–0 | 1–0 | 2–1 | 2–2 | 2–1 | —   | 1–0 | 2–1 | 1–0 | 4–2 | 0–0 | 3–1 | 2–1 | 2–1 |
| C. D. Logroñés             | 2–1 | 3–1 | 2–1 | 2–0 | 3–2 | 1–1 | 3–0 | 0–2 | 1–2 | 1–2 | 3–1 | 2–0 | —   | 0–0 | 2–0 | 2–0 | 4–1 | 3–2 | 1–0 | 1–3 |
| C. F. Lorca Deportiva      | 1–0 | 1–0 | 1–2 | 1–0 | 1–0 | 1–0 | 0–3 | 2–2 | 1–1 | 1–1 | 1–0 | 1–2 | 0–0 | —   | 0–0 | 2–0 | 0–0 | 0–0 | 1–0 | 2–1 |
| R. C. D. Mallorca          | 2–0 | 0–1 | 3–2 | 1–0 | 1–0 | 2–2 | 2–1 | 2–2 | 2–0 | 1–0 | 5–0 | 2–0 | 0–1 | 1–3 | —   | 2–0 | 1–0 | 3–0 | 1–1 | 1–0 |
| Real Oviedo C. F.          | 1–1 | 1–0 | 2–3 | 1–1 | 4–0 | 1–1 | 1–0 | 0–0 | 1–1 | 1–1 | 1–0 | 0–1 | 2–1 | 8–0 | 0–0 | —   | 1–0 | 0–1 | 1–0 | 1–1 |
| R. C. Recreativo de Huelva | 1–2 | 0–1 | 2–1 | 1–1 | 2–1 | 1–0 | 1–0 | 2–0 | 2–1 | 3–0 | 0–0 | 2–2 | 2–0 | 2–0 | 2–2 | 2–2 | —   | 2–0 | 0–0 | 1–0 |
| C. E. Sabadell F. C.       | 4–0 | 0–0 | 1–1 | 2–1 | 1–0 | 1–0 | 3–3 | 1–1 | 4–0 | 2–1 | 0–0 | 3–1 | 1–0 | 5–0 | 2–0 | 0–0 | 2–1 | —   | 0–1 | 3–0 |
| U. D. Salamanca            | 3–0 | 0–0 | 0–1 | 1–2 | 2–0 | 1–0 | 0–0 | 2–0 | 1–1 | 1–1 | 1–0 | 0–2 | 3–1 | 6–0 | 2–0 | 2–1 | 1–0 | 0–0 | —   | 3–1 |
| C. D. Tenerife             | 3–0 | 1–0 | 4–1 | 2–3 | 0–4 | 0–0 | 4–0 | 3–0 | 0–0 | 3–0 | 1–0 | 1–1 | 2–0 | 0–0 | 2–0 | 1–1 | 1–1 | 1–1 | 1–0 | —   |

## Máximos goleadores (Trofeo Pichichi)
La lucha por conseguir el Trofeo Pichichi estuvo protagonizada por un duelo fratricida entre los hermanos Pepe y Salva Mejías, del Cádiz CF. Los gaditanos, que se alternaron durante toda la temporada al frente de la clasificación de máximos goleadores, fueron claves para el ascenso de su equipo, destacando su actuación en la 12.ª jornada cuando, entre ambos, materializaron seis de los siete goles que su equipo marcó al Deportivo de La Coruña.
Finalmente, el Pichichi se decidió en la última jornada, en un duelo que enfrentó al campeón y subcampeón de liga: UD Las Palmas y Cádiz CF. Al partido llegaron empatados a 15 goles el delantero chileno de los canarios, "Coke" Contreras y el cadista Salva Mejías, Mejías II. El gaditano, gracias a una asistencia de su hermano mayor, Mejías I, logró el gol que le permitió obtener en solitario el premio del Diario Marca.
| Pos. | Jugador                      | Equipo               | Goles |
| ---- | ---------------------------- | -------------------- | ----- |
| 1.º  | Salvador Mejías, 'Mejías II' | Cádiz CF             | 16    |
| 2.º  | Jorge Contreras              | UD Las Palmas        | 15    |
| 3.º  | Manolo Sánchez               | CE Sabadell          | 14    |
|      | Pepe Mejías, 'Mejías I'      | Cádiz CF             | 14    |
| 5.º  | Jesús Crespo                 | Recreativo de Huelva | 13    |
|      | Miguel Ángel Lotina          | CD Logroñés          | 13    |

## Entrenadores
| Equipo               | Entrenador (jornadas)                                                                              |
| -------------------- | -------------------------------------------------------------------------------------------------- |
| Atlético Madrileño   | Joaquín Peiró (1-38)                                                                               |
| FC Barcelona Atlètic | Juan Martínez Vilaseca (1-38)                                                                      |
| Bilbao Athletic Club | José Ángel Iribar (1-38)                                                                           |
| Cádiz CF             | Benito Joanet (1-38)                                                                               |
| CD Calvo Sotelo      | Juan Manuel Tartilán (1-38)                                                                        |
| Cartagena FC         | 'Txutxi' Aranguren (1-38)                                                                          |
| CD Castellón         | Antonio Torres (1-20) Antal Dunai (21-38)                                                          |
| Castilla CF          | Juan Santisteban (1-38)                                                                            |
| Celta de Vigo        | Félix Carnero (1-38)                                                                               |
| RC Deportivo         | Arsenio Iglesias (1-38)                                                                            |
| Granada CF           | Nando Yosu (1-13) José María Pellejero (14) José Antonio Naya (15-29) José María Pellejero (30-38) |
| UD Las Palmas        | Roque Olsen (1-38)                                                                                 |
| CD Logroñés          | Delfín Álvarez (1-38)                                                                              |
| CF Lorca Deportiva   | Jesús Moreno Manzaneque (1-38)                                                                     |
| RCD Mallorca         | Manolo Villanova (1-38)                                                                            |
| Real Oviedo          | José Luis Romero (1-38)                                                                            |
| Recreativo de Huelva | Juan Carlos Touriño (1-38)                                                                         |
| UD Salamanca         | Felipe Mesones (1-20) Juan Muñoz Cerdà (21-26) José Luis García Traid (27-38)                      |
| CE Sabadell          | Vicente Dauder (1-21) Bernardino Pérez, 'Pasieguito' (22) Pedro María Uribarri (23-38)             |
| CD Tenerife          | Dragoljub Milošević (1-38)                                                                         |

## Resumen
Campeón de Segunda División:
| - Unión Deportiva Las Palmas |

Ascienden a Primera División:
| - Unión Deportiva Las Palmas | - Cádiz Club de Fútbol | - Real Club Celta de Vigo |

Descienden a Segunda División B: 
| - Unión Deportiva Salamanca | - Granada Club de Fútbol | - Club de Fútbol Calvo Sotelo | - Club de Fútbol Lorca Deportiva |